# 프란체스코 3세 곤차가
프란체스코 3세 곤차가(Federico II Gonzaga, 1533년 3월 10일 ~ 1550년 2월 22일)는 1540년부터 사망할 때까지 만토바 공작이자 몬페라토 후작이다. 그는 페데리코 2세 곤차가와 마르가리타 팔라이올로고스 사이에 태어난 장자이다.

## 가족
1549년 10월 22일, 그는 신성 로마 제국 황제 페르디난트 1세의 딸 카타리나 폰 합스부르크와 혼인했다.